# Wurtz-szintézis

## Története és mechanizmusa

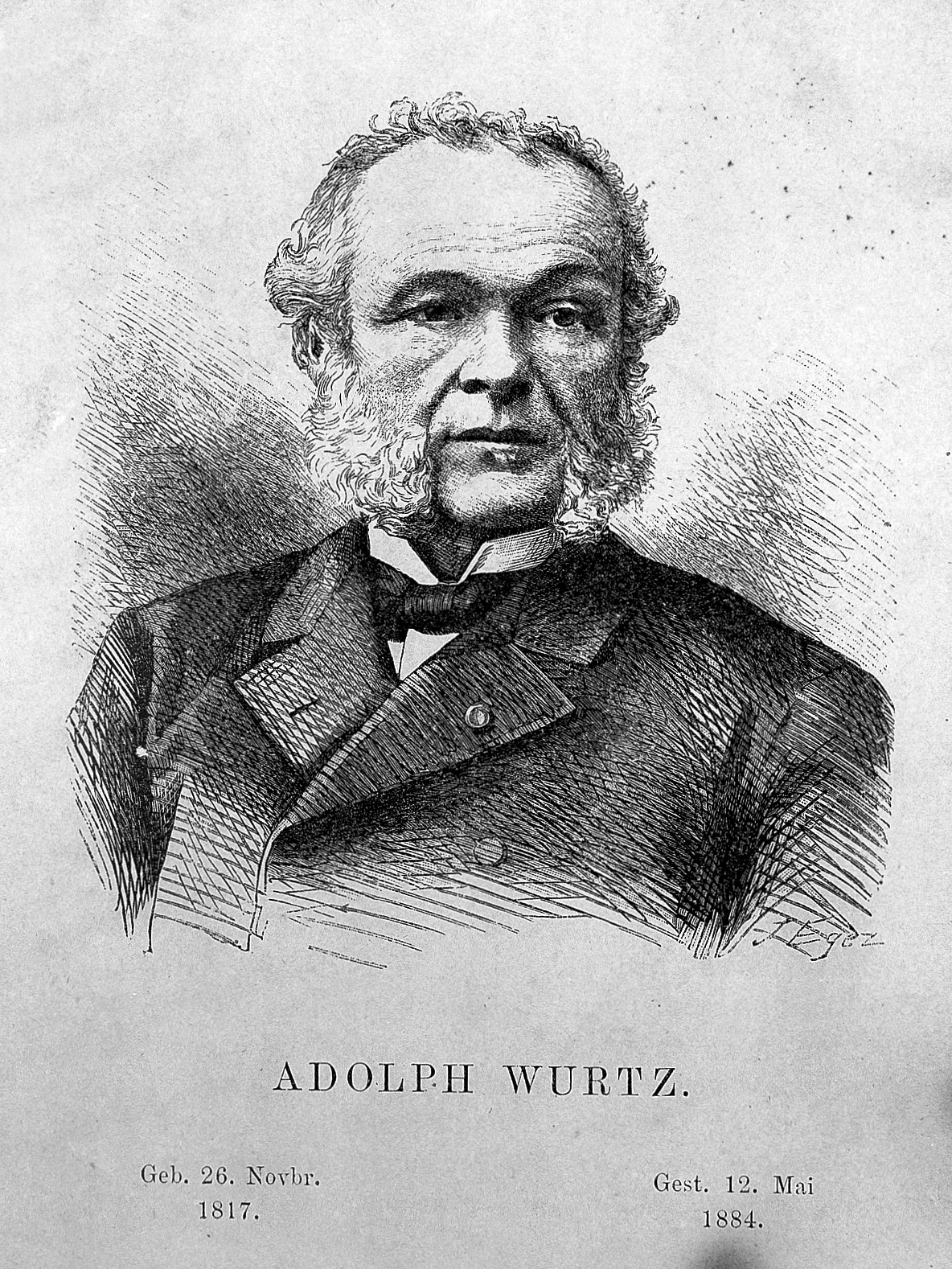
Charles Adolphe Wurtz (1817-1884)

A Wurtz-szintézist, vagy más néven Wurtz-reakciót Charles-Adolphe Wurtz fedezte fel 1855-ben, majd R. Fittig az aromás vegyületekre is kiterjesztette 1862-ben. Csoportosítását tekintve az alkil-halogenidek dehalogénező reakciói közé sorolható; lényege, hogy alkil-halogenidek éteres oldatban fémnátrium segítségével kétszeres szénatomszámú alkánokká alakíthatóak át nátrium-halogenid kilépése mellett. 
2R–X + 2Na → R–R + 2NaX

## Példák

### Alkil-halogenidekkel (eredeti, Wurtz-féle)
2CH3–Cl + 2Na → CH3–CH3 + 2NaCl
2CH3–Br + 2Na → CH3–CH3 + 2NaBr
2CH3–I + 2Na → CH3–CH3 + 2NaI

### Aril-halogenidekkel (későbbi, Fittig-féle)
2(C6H5)–Cl + 2Na → C12H10 + 2NaCl
2(C6H5)–Br + 2Na → C12H10 + 2NaBr
2(C6H5)–I + 2Na → C12H10 + 2NaI
(A C12H10 gyűrűi izoláltak.)

## Gyakorlati alkalmazás
Elsősorban laboratóriumi munkafolyamatoknál, kutatásokban használt módszer. Meglehetősen költséges, ezért ipari méretekben nem alkalmazzák. Gyakorlati jelentősége azonban így is nagy, hiszen megfelelő körülmények között teljesen ellenőrizhető folyamat, egyféle termékkel. Ha azonban eltérő lánchosszúságú alkil-halogenideket reagáltatunk nátriummal, a termék elegy (alkánok elegye) lesz, ami nehezen szétválasztható. Szintén fontos megjegyezni, hogy az alkil-halogenidek többi fémes reduktív dehalogenizálása nem Wurtz-reakció, így nem tartozik ide például a Br(CH2)3Br + Zn → C3H6 + ZnBr2 reakció sem. (A C3H6 itt nem propénre, hanem ciklopropánra utal.)